# St. Nikolaus (Weiher)

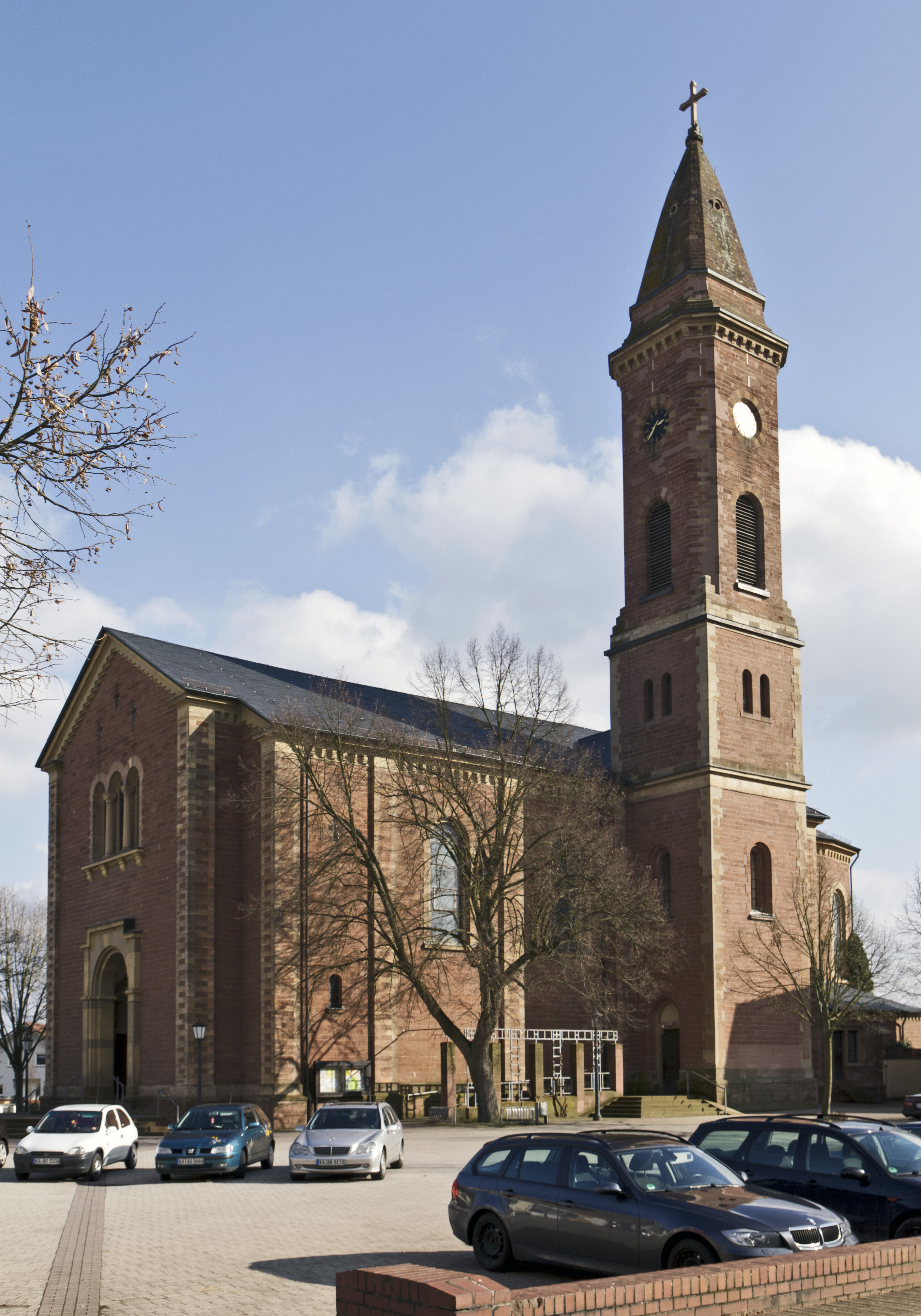
St. Nikolaus in Weiher

Die römisch-katholische Pfarrkirche St. Nikolaus steht in Weiher, einem Ortsteil der Gemeinde Ubstadt-Weiher im Landkreis Karlsruhe in Baden-Württemberg. Das Bauwerk ist beim Landesamt für Denkmalpflege Baden-Württemberg als Baudenkmal eingetragen. Die Kirchengemeinde gehört zum Erzbistum Freiburg.

## Beschreibung
Die Saalkirche wurde 1871 erbaut. Ihr Langhaus, das im Außenraum durch Pilaster in vier Achsen gegliedert ist, und der eingezogene Chor mit Fünfachtelschluss im Süden wurden senkrecht zum ehemaligen, geosteten mittelalterlichen Vorgängerbau errichtet, deren von Strebepfeilern gestützter Chor als Kapelle erhalten blieb. Der Glockenturm auf quadratischem Grundriss steht der Kapelle gegenüber im Westen. Seine oberen Geschosse mit abgeschrägten Ecken beherbergen die Turmuhr und den Glockenstuhl, in dem vier Kirchenglocken hängen. Darauf sitzt ein Pyramidenhelm. Zur Kirchenausstattung gehört ein neoklassizistischer Hochaltar im Chor. In der Kapelle steht ein barocker Altar aus Stuckmarmor, der von Statuen des heiligen Nikolaus und des Johannes Nepomuk flankiert wird.